# Richard Barroilhet
Richard Michael Barroilhet Bloomfield (Westminster, Inglaterra, 29 de agosto de 1992) es un exfutbolista francés, nacionalizado chileno que jugaba de delantero. 
Es hermano mayor de Jordan, también futbolista, y primo de Clemente Montes.

## Trayectoria
Nacido en Westminster, Inglaterra, pero criado en Francia e hijo de padre chileno, Barroilhet se unió a las divisiones juveniles del Nice, donde tras dos años de formación dejó el club para irse a Inglaterra. Una vez allí fue invitado a unirse a las divisiones juveniles del Fulham. Su hermano Jordan actualmente se encuentra en Deportes Puerto Montt.
En 2011, tras firmar su primer contrato y sufrir una lesión, se fue a préstamos al VPS de Finlandia. para ganar ritmo futbolístico.
En julio de 2012, Barroilhet pasó al RKC Waalwijk de la Eredivisie. Tras una lesión y su posterior tratamiento en 2013, Barroilhet se unió al Nuneaton Town de Inglaterra en noviembre del 2013. Sólo 25 días después de firmar su contrato, Barroilhet dejó el club.
Barroilhet luego probó suerte en el FC Taraz de la Liga Premier de Kazajistán en enero de 2014. Tiempo más tarde firmaría su contrato. En mayo, el técnico holandés Arno Piipers, quien escogió a Barroilhet, fue despedido. A principios de junio, Barroilhet negoció su rescisión de contrato. Siguió jugando luego en el Etoile Frejus en Francia y en el Utrecht en Holanda, para luego firmar con el Montpellier MHSC de la Ligue 1.
Tras una temporada dedicada al equipo de reserva del Montpellier, Barroilhet optó por partir a Chile en búsqueda de un lugar en un primer equipo. En junio de 2017 el O'Higgins de la Primera División de Chile compró su pase y tras realizar la pretemporada con el primer equipo, lo envió a préstamo al A. C. Barnechea de la Primera B. En el conjunto Huaicochero anotó en 6 oportunidades y tras finalizar el torneo, retornó a O'Higgins. Después de realizar la pretemporada con el equipo rancagüino, volvió a ser enviado a préstamo, retornando a la Primera B para jugar en Magallanes por todo el 2018.

## Carrera internacional
Barroilhet jugó 3 partidos con la selección sub-19 de Francia.

## Clubes
| Club                             | País         | Año       |
| -------------------------------- | ------------ | --------- |
| Fulham F.C.                      | Inglaterra   | 2011-2012 |
| → Vaasan Palloseura (cedido)     | Finlandia    | 2011      |
| RKC Waalwijk                     | Países Bajos | 2012-2013 |
| Nuneaton Town                    | Inglaterra   | 2013-2014 |
| Taraz                            | Kazajistán   | 2014      |
| Étoile Fréjus Saint-Raphaël      | Francia      | 2014-2015 |
| Magreb '90                       | Países Bajos | 2015-2016 |
| Montpellier II                   | Francia      | 2016-2017 |
| O'Higgins                        | Chile        | 2017      |
| → Barnechea (cedido)             | Chile        | 2017      |
| → Magallanes (cedido)            | Chile        | 2018      |
| → Deportes Puerto Montt (cedido) | Chile        | 2019      |
| Deportes Temuco                  | Chile        | 2020-2021 |
| Universidad de Concepción        | Chile        | 2021      |